# Quintette pour piano no 2 de Farrenc
Pour les articles homonymes, voir Quintette pour piano et cordes.
Le Quintette pour piano no 2 en mi majeur, op. 31, est une œuvre de musique de chambre de Louise Farrenc pour piano et cordes, composée en 1840.

## Présentation

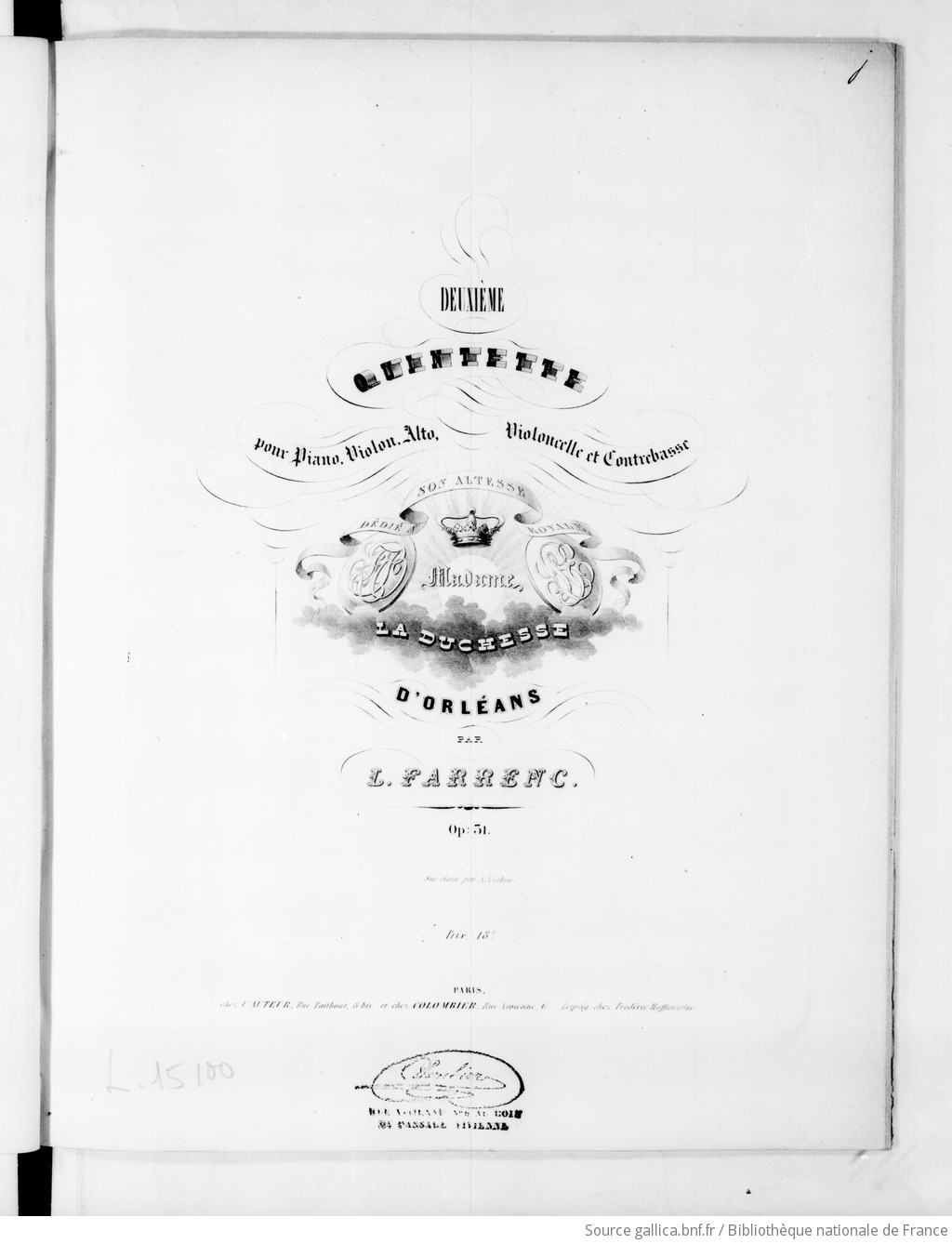
Page de titre de la partition (première édition).

Le Quintette pour piano no 2 est la seconde partition de Louise Farrenc pour quintette avec piano, après son Quintette no 1. Il est composé en 1840 et est publié en 1842 par Aristide Farrenc, mari et éditeur de Louise Farrenc.
L'œuvre, en mi majeur, est écrite pour un piano, un violon, un alto, un violoncelle et une contrebasse.
La partition, dédiée à la Duchesse d'Orléans, est créée à Paris le 28 octobre 1840.

## Structure
Le Quintette, d'une durée moyenne d'exécution de 30 minutes environ, est composé de quatre mouvements :
1. Andante sostenuto – Allegro grazioso, « grandiose et bien travaillé[5] » ;
2. Grave, « empreint de mélancolie et de grâce[5] » ;
3. Scherzo. Vivace, qui « pétille d'esprit, de détails ingénieux, de verve et de gaieté[5] » ;
4. Finale. Allegro, « dans les formes classiques consacrées[5] ».

## Analyse
Le premier mouvement est de forme sonate et adopte un cheminement harmonique conventionnel en exposant le second thème à la dominante pour l'exposition et dans le ton initial pour la réexposition. Le deuxième mouvement, « très construit », est de forme rondo-sonate avec un refrain en la majeur.
Le troisième mouvement est un scherzo qui présente deux thèmes contrastés, l'un rythmique et l'autre lyrique. La relation avec le trio est enharmonique, le scherzo étant en do dièse mineur et le trio en ré bémol majeur.
Le dernier mouvement est un finale de forme sonate, avec un second thème de l'exposition en la bémol majeur alors que la tonalité du premier thème est mi majeur, soit la tonalité de départ : « il y a donc ici une modulation surprenante et audacieuse ».

## Réception
À l'issue de la première audition de l’œuvre, Henri Blanchard écrit dans la Revue et gazette musicale de Paris du 4 novembre 1840 : « Ce quintette, en mi naturel, est remarquable par la méthode, la clarté des idées, l'unité de la pensée, la sobriété des imitations, le goût, l'élégance du style, mais surtout par les pensées mélodiques qui abondent et qui, toutes, sont d'une fraîcheur délicieuse. »

## Discographie
- Louise Farrenc : Piano Quintets op. 30 et 31, avec le Linos Ensemble, CPO, 1993.
- Louise Farrenc : The two piano quintets, avec le Schubert Ensemble of London : Simon Blendis (violon), Douglas Paterson (alto), Jane Salmon (violoncelle), Peter Buckoke (contrebasse) et William Howard (piano), ASV Ltd., 2001.
- Louise Farrenc : Piano Quintets, avec le Quintetto Bottesini, Brilliant Classics, 2014.